# Alfred Comte
Alfred Comte (Delémont, 4 giugno 1895 – Zurigo, 1º novembre 1965) è stato un ingegnere aeronautico aviatore e imprenditore svizzero, pioniere dell'aviazione elvetica e, tra le altre, titolare dell'azienda aeronautica che portava il suo nome, la Alfred Comte, Schweizerische Flugzeugfabrik. Fu inoltre istruttore di volo e fotografo.

## Biografia

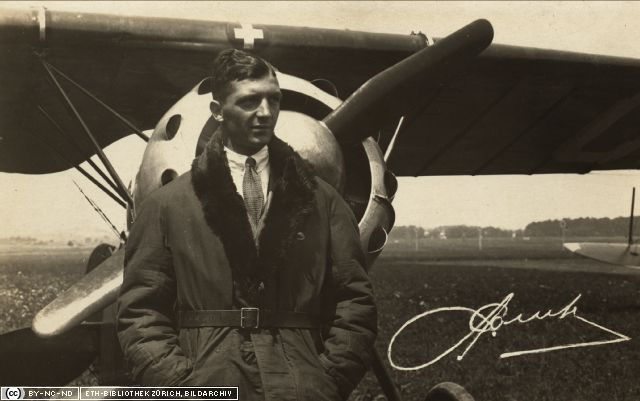
Alfred Comte davanti ad un aereo in una foto del 1920.

Nacque a Delémont il 4 giugno 1895, figlio di Paul, capo di distretto ferroviario alla stazione locale stazione ferroviaria, e di Élisa Bourquard. All'età di 15 anni costruì una bicicletta a vapore, e trasferitosi in Francia, nel 1913 conseguì il brevetto di pilota a Villacoublay, nei pressi di Parigi. Lavorò poi come collaudatore presso la fabbrica di motori d'aeroplano Gnome et Rhône. Nell'agosto 1914, subito dopo lo scoppio della prima guerra mondiale, ritornò in Svizzera, dove venne arruolato nel corpo aeronautico svizzero, a quel tempo parte dell'esercito, assegnato alla 1ª Squadriglia. Dal 1916 fu istruttore di volo presso la scuola di pilotaggio di Dübendorf, ed effettuò alcuni voli notturni decollando da Delement al fine di impedire eventuali violazioni dello spazio aereo svizzero. Il 5 novembre 1919 fondò a Zurigo, assieme a Walter Mittelholzer, un'impresa di aviazione, la Comte, Mittelholzer und Co. Aero, Luftbildverlagsanstalt und Passagierflüge, per gestire i collegamenti aerei tra Zurigo e St. Moritz. Nel 1920 la ditta si fuse con la finanziariamente più forte compagnia Ad Astra Aero, e nello stesso anno egli, che ricopriva la mansione di capopilota, fu il primo a volare sulla rotta Zurigo-Londra. Il 21 agosto dello stesso anno la ditta lo licenziò senza preavviso, e costretto a diventare lavoratore autonomo, l'8 dicembre fondò a Oberrieden la Alfred Comte, Luftverkehrs & Sportfliegerschule. La compagnia disponeva di sei idrovolanti Lohner alloggiati in un hangar sul lago di Zurigo, e nel corso del 1921 egli acquistò un caccia Fokker D.VII, residuato bellico, con cui eseguiva acrobazie aeree nelle manifestazioni. Visto che nel semestre invernale il trasporto passeggeri non era remunerativo, nel 1923 iniziò a produrre pezzi di ricambio per gli aerei, aeromobili completi e a effettuare le revisioni generali dei velivoli, aumentando le entrate finanziarie. Nel 1926 fondò la Alfred Comte, Schweizerische Flugzeugfabrik che produsse alcuni tipi di aerei, che riscossero un discreto successo. Purtroppo il mancato completamento della commessa del bombardiere AC-3 alla Bolivia, unito ad un incendio che distrusse alcuni suoi progetti, alla produzione su licenza di 8 Fokker D.VII che non fu redditizia a causa di alcuni prestiti non autorizzati, e allo scoppio della Grande depressione, portarono l'azienda a cessare la produzione di aeromobili e ad iniziare quelle di mobili in acciaio tubolare. Nel 1935 fu dichiarato il fallimento, ed egli riprese a lavorare come istruttore di volo. Nel 1939, dopo lo scoppio della seconda guerra mondiale, fu ufficiale tecnico a Dübendorf, venendo promosso capitano nel 1942. Terminata la guerra, nel 1946 aprì una scuola di pilotaggio a Spreitenbach, lavorandovi fino al 1950, quando cessò definitivamente di volare. Lavorò quindi alle dipendenze della città di Zurigo, dove si spense il 1 novembre 1965.

## Progetti

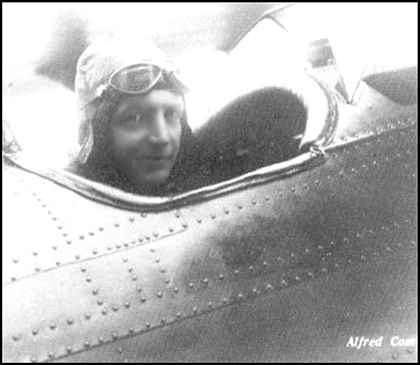
Alfred Comte fotografato nel 1926 seduto al posto di pilotaggio dell'aereo sportivo Comte AC-2.

Il Sablatnig P.III CH-54 della Alfred Comte, Luftverkehrs & Sportfliegerschule di Oberrieden.

- Comte Wild 43 (1923-1926), velivolo da addestramento, 6 esemplari costruiti ed esportati nella Repubblica Popolare Cinese e in Colombia.
- Comte Wild X (1927-1928), aereo da combattimento e da osservazione, 8 esemplari costruiti ed esportati in Colombia.[5]
- Comte AC-1 (1926), aereo da caccia, 1 esemplare costruito, derivato dal Dewoitine D.27, acquistato dall'aeronautica svizzera.[4]
- Comte AC-2, un biplano biposto per uso sportivo, equipaggiato con motore da 60 hp.
- Comte AC-3 (1929-1930), aereo da bombardamento, 1 esemplare costruito, destinato all'esportazione in Bolivia ma mai consegnato.[4]
- Comte AC-4 Gentleman (1928-1930), aereo da turismo, scuola, trasporto postale e traino, 11 esemplari costruiti, uno utilizzato dall'aeronautica svizzera.[4]
- Comte AC-5, progetto di un aereo passeggeri a sei posti equipaggiato con un motore radiale Wright da 200 hp, poi evolutosi nello AC-8.
- Comte AC-6, progetto di un biplano biposto da addestramento dotato di propulsore Wright Whirlwind 200 hp per l'addestramento civile, e Gnome-Rhone Jupiter 400 hp per l'addestramento militare.
- Comte AC-7, progetto di un aereo da addestramento monoplano con ala a parasole, equipaggiato con motore Gnome-Rhone Jupiter 500 hp.
- Comte AC-8 (1929-1930), aereo da trasporto passeggeri, 3 esemplari costruiti.[4]
- Comte AC-9, progetto di un velivolo da trasporto trimotore.
- Comte AC-10, progetto di un aereo da caccia equipaggiato con motore Gnome-Rhone Jupiter da 480 hp.
- Comte AC-11-V (1931), velivolo da rilevamento fotografico, 1 esemplare costruito, poi utilizzato dalla forza aerea svizzera durante la seconda guerra mondiale.[4]
- Comte AC-12 Moskito (1931–?), aereo da trasporto passeggeri, 8 esemplari costruiti.[4]

### Fonti
1. 1 2 3 4 5 6 7 8 9 10  Early Aviators.
2. 1 2 3 4 5 6  Dizionario Storico della Svizzera.
3. 1 2  Stapfer 2015, p. 16.
4. 1 2 3 4 5 6 7  Mancini 1936, p. 190.
5. ↑  Mancini 1936, p. 609.